# Staatsroman
Der Staatsroman ist ein literarisches Genre, bei dem in Romanform eine fiktionale, typischerweise vollkommenere oder ideale Gesellschaft und ihre Staatsform thematisiert wird. Ein Staatsroman greift dabei eine gesellschaftliche Utopie auf oder entwickelt eine solche. Ab dem 20. Jahrhundert treten an die Stelle von Utopien auch gegenteilige Entwürfe, die Mätopien. Ein Beispiel für den Staatsroman der Neuzeit ist Utopia des Thomas Morus.
Eine wichtige Rolle für das Genre spielt die literarische Verarbeitung der Aufklärung. Staatsromane der Aufklärung beschreiben eine Vervollkommnung des Zusammenlebens auf der Ebene des Staates und handeln vom kosmopolitischen Menschen.